# Шамсутдинов, Хамит Мухамадеевич
Хамит Мухамадеевич Шамсутдинов (5 июня 1949 г., Риштан, Ферганская область, — 20 января 2009 г. Уфа Республика Башкортостан) — актёр театра и кино, режиссёр, педагог, заслуженный артист Российской Федерации, народный артист Республики Башкортостан.

## Биография
Родился 5 июня 1949 г. в Риштане Куйбышевского района Ферганской области Узбекской ССР. С 1964 года работал в колхозе «Победа» Альшеевского района разнорабочим. В том же году поступил в Салаватский индустриальный техникум. Отслужив срочную службу в Советской Армии, работал механиком колхоза «Победа».
В 1972 году поступил в Уфимский государственный институт искусств. С 1976 года, с ролей в Башкирском академическом театре драмы началась его творческая деятельность.
С самого начала он был артистом широких творческих возможностей. Исполнял героические и характерные роли в классических и современных спектаклях.
Его режиссёрские постановки долгие годы с успехом находились в репертуаре театра.
Преподавал в Уфимском государственном институте искусств
Его роли в кинематографе (фильмы «Всадник на золотом коне», «Емельян Пугачев», «Возвращение чувств» и «Муса Муртазин») также вошли в золотой фонд киноискусства Башкортостана и России.

Как талантливый актер и режиссёр он всю свою жизнь посвятил служению искусству и культуре Башкортостана. Светлая память о яркой творческой личности и замечательном человеке — Хамите Мухамадеевиче Шамсутдинове навсегда останется в наших сердцах. Некролог подписали Президент республики Муртаза Рахимов, Председатель Госсобрания РБ Константин Толкачев, Премьер-министр Правительства РБ Раиль Сарбаев и другие официальные лица.— http://www.bashinform.ru/news/175472/

## Награды
- Народный артист Башкирской ССР (1991)
- Заслуженный артист РФ (2007)